# Kłębowiec
Kłębowiec (niem. Klausdorf) – wieś w Polsce, położona w województwie zachodniopomorskim, w powiecie wałeckim, w gminie Wałcz.

## Położenie
We wsi znajdują się ruiny pałacu Golczów wraz z założeniem parkowym.
Obok wsi płynie struga Kłębowianka, dopływ Dobrzycy.
Przy wsi znajduje się zakład produkcji konstrukcji stalowych o powierzchni 12 tys. m². Zakład specjalizuje się w projektowaniu, wykonawstwie obiektów przestrzennych, konstrukcji stalowych oraz produkcji blachownic.
Siedziba klubu piłkarskiego Santos Kłębowiec.

## Integralne części wsi
| SIMC    | Nazwa   | Rodzaj    |
| ------- | ------- | --------- |
| 0531200 | Piława  | część wsi |
| 0531217 | Rudnica | część wsi |

## Historia
Miejscowość pierwotnie związana była z Wielkopolską. Ma metrykę średniowieczną i istnieje co najmniej od początku XV wieku. Wymieniona w łacińskim dokumencie z 1470 „Closterffdorff, Clastorf, Klasterffdorff”, 1503 „Clastendorff”, 1506 „Clausterb”, 1510 „Klaschthorp”, 1517 „Clostherbk”, 1552 „Claustorp”, 1554 „Klausdorp”, 1554 „Clausdorph”, 1556 „Klaustorp”, 1561 „Clauschdorp”, 1563 „Klaweszdorf”, 1566 „Klausdorph”, 1577 „Klastorp”.
Miejscowość była wsią szlachecką należącą do szlachty z pogranicza Nowej Marchii oraz Korony Królestwa Polskiego, z rodu Golczów, a później także Biegańskich. W 1552 wieś leżała w starostwie drahimskim, powiatu wałeckiego Korony Królestwa Polskiego.
W 1470  Henryk (Hendrik) z Worowa i Kłębowca, Mikołaj Klawek oraz Rymar i Klawek synowie Kluny z Kłębowca pozwani zostali przez synów Włodka z Danaborza Jana starszego oraz młodszego, a także ich 7 poddanych ze wsi Stare i Głupczyn (obecnie Głubczyn) o rozboje dokonywane w tych wsiach. W 1471 pozwani zapłacili z tego tytułu kary z powodu braku zadośćuczynienia za wyrządzone szkody we wsiach Stare i Głupczyn.
1503 starosta drahimski Łukasz z Górki za zezwoleniem króla polskiego Aleksandra Jagiellończyka sprzedał Henrykowi Golczowi z Kłębowca zamek Drahim, miasto Czaplinek wraz z należącymi do starostwa wsiami, zachowując dla siebie daniny w zbożu w postaci sepu oraz gotówce płaconej dla zamku w Drahimiu przez opactwo cystersów w Wągrowcu.
W 1506 Andrzej Gołcz („Cholcz”) z Kłębowca przedłożył królowi Aleksandrowi dwa dokumenty wydane w 1361 przez preceptora generalnego zakonu joannitów wystawionych dla rodu Golczów, a polski król je zatwierdził. W 1510 synowie Henryka Gołcza Ewald (zwany też Sebaldem albo Zyboltem), Konrad oraz Aleksander Golczowie dzielą między siebie odziedziczony po ojcu majątek. Ewald dał bratu Konradowi swoje części dóbr, które miały mu przypaść w działach z braćmi w postaci części wsi Kłębowiec, Machliny, Brocz (obecnie Broczyno), Heinrichsdorf (obecnie Siemczyno), Plumwerder (obecnie Piaseczno) oraz część sum zapisanych na dobrach królewskich w Drahimu.
W 1522 Sebald oraz Konrad Golczowie pokwitowali odbiór sumy wpłaconej przez ich ojca Jandrzycha (Henryka) za starostwo drahimskie. W 1554 Konrad Gołcz zapisał swojej żonie Agnieszce po 400 grzywien posagu oraz wiana na połowach wsi Brocz, Kłębowiec, Plumwerder, Rzepowo, Lubno, Machliny oraz na całym dworze w Broczu. W 1554 Henryk Gołcz zapisał swoej żonie Elżbiecie po 500 florenów posagu oraz wiana na wsiach Brocz, Kłębowiec, Machliny, Heinrichsdorf oraz Rzepowo.
W 1552 Golczowie zapłacili pobór podatkowy ze wsi od 20 kmieci oraz dwóch karczmarzy. W 1563 miał miejsce pobór z 21 półłanków, dwóch karczm oraz młyna dorocznego o jednym kole wodnym. W 1577 pobór ze wsi zapłacił Sebald („Zybolt”) Golcz z Brocza - od dwóch łanów, a w 1579 od 2 półśladów oraz dwóch zagrodników. Kolejny płatnik Konrad („Kuna”) Golcz zapłacił w 1577 od 4 łanów, 3 zagrodników, karczmy dorocznej, młyna wodnego o jednym kole,. W 1579 natomiast zapłacił podatki od 4 półśladów, 3 zagrodników, karczmarza, owczarza oraz od młyna o jednym kole. Mikołaj Golcz natomiast zapłacił w 1577 od 4 łanów oraz 3 zagrodników, w 1579 od 4 półśladów, dwóch zagrodników z rolą oraz dwóch zagrodników bez roli, a także od pasterza. Kolejny właściciel we wsi Stanisław Biegański zapłacił w 1577 od 9 półłanków, 6 zagrodników, karczmy dorocznej, a w 1579 od 5 półśladów, karczmarza oraz 4 zagrodników. Ostatni z odnotowanych Jan Gołcz z Rzepowa zapłacił w 1579 od 2 półśladów oraz od jednego zagrodnika.
W 1945 miejsce walk I Armii Wojska Polskiego.
W latach 1946–54 siedziba gminy Kłębowiec. W latach 1954–1959 wieś należała i była siedzibą władz gromady Kłębowiec, po jej zniesieniu w gromadzie Wałcz. W latach 1975–1998 wieś administracyjnie należała do województwa pilskiego.

## Pałac w Kłębowcu

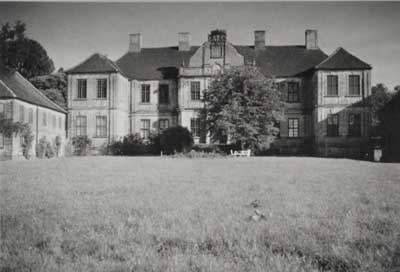
Pałac przed II wojną światową.

Wybudowana w przybliżeniu na przełomie XVII i XVIII rezydencja szlachecka rodziny Golców nawiązywała do wzorów francuskich i wykonana została w stylu barokowym w charakterystycznym układzie podkowy. Pałac posiadał tylko jedno piętro, które w części centralnej było wyższe od pozostałych dwóch skrzydeł bocznych. Elewacja pałacu rozczłonkowana była narożnymi ryzalitami. Mury parteru podzielono poziomo silnie akcentowanymi gzymsami a pionowo pilastrami. Skrzydła pałacu o wiele skromniej budowane przeznaczone były dla służby oraz na potrzeby gospodarstwa pałacowego. Wewnątrz budynek posiadał bogate wyposażenie, a na ścianach były ciekawe malowidła ścienne. W wyniku działań wojennych w 1945 pałac spłonął i systematycznie popadał w ruinę. Do dziś dnia z całości budowli pozostało tylko jedno boczne skrzydło, gdzie kiedyś mieściła się kaplica pałacowa oraz część centralna rezydencji.